# Hynobius lichenatus
Espèce
Synonymes
- Hynobius echigoensis Shibata, 1930
- Hynobius unnangso Tago, 1931
- Hynobius longimanus Lantz, 1931

Statut de conservation UICN

 LC  : Préoccupation mineure
Hynobius lichenatus est une espèce d'urodèles de la famille des Hynobiidae.

## Répartition
Cette espèce est endémique de Honshū au Japon. Elle se rencontre dans les préfectures d'Aomori, d'Iwate, d'Akita, de Yamagata, de Miyagi, de Fukushima, de Niigata, de Tochigi, d'Ibaraki et de Gunma du niveau de la mer à 1 500 m d'altitude.

## Description
Hynobius lichenatus mesure de 50 à 70 mm sans la queue et de 90 à 140 mm de longueur totale.

## Publication originale
- Boulenger, 1883 : Description of new species of reptiles and batrachians in the British Museum. Annals and Magazine of Natural History, sér. 5, vol. 12, p. 161-167 (texte intégral).